# 徐墩镇
徐墩镇是中国福建省南平市建瓯市下辖的一个镇。

## 行政区划
徐墩镇共辖2个社区、16个行政村，分别是：
程宜社区、万寿社区、徐墩村、长汀村、叶坊村、归宗村、东边村、北津村、桂美村、富头村、富墩村、丰乐村、下碓村、山边村、胡塘村、岭头村、九匡村和大潭村。

## 建瓯西出第一家
下碓村的伍石自然村因伍石山庄的古建筑而闻名，称为清末“建瓯西出第一家”。其保留有较大面积的清同治年间古民居建筑群落，2016年，被列入第四批“中国传统村落”名录。